# Maiesiophilia

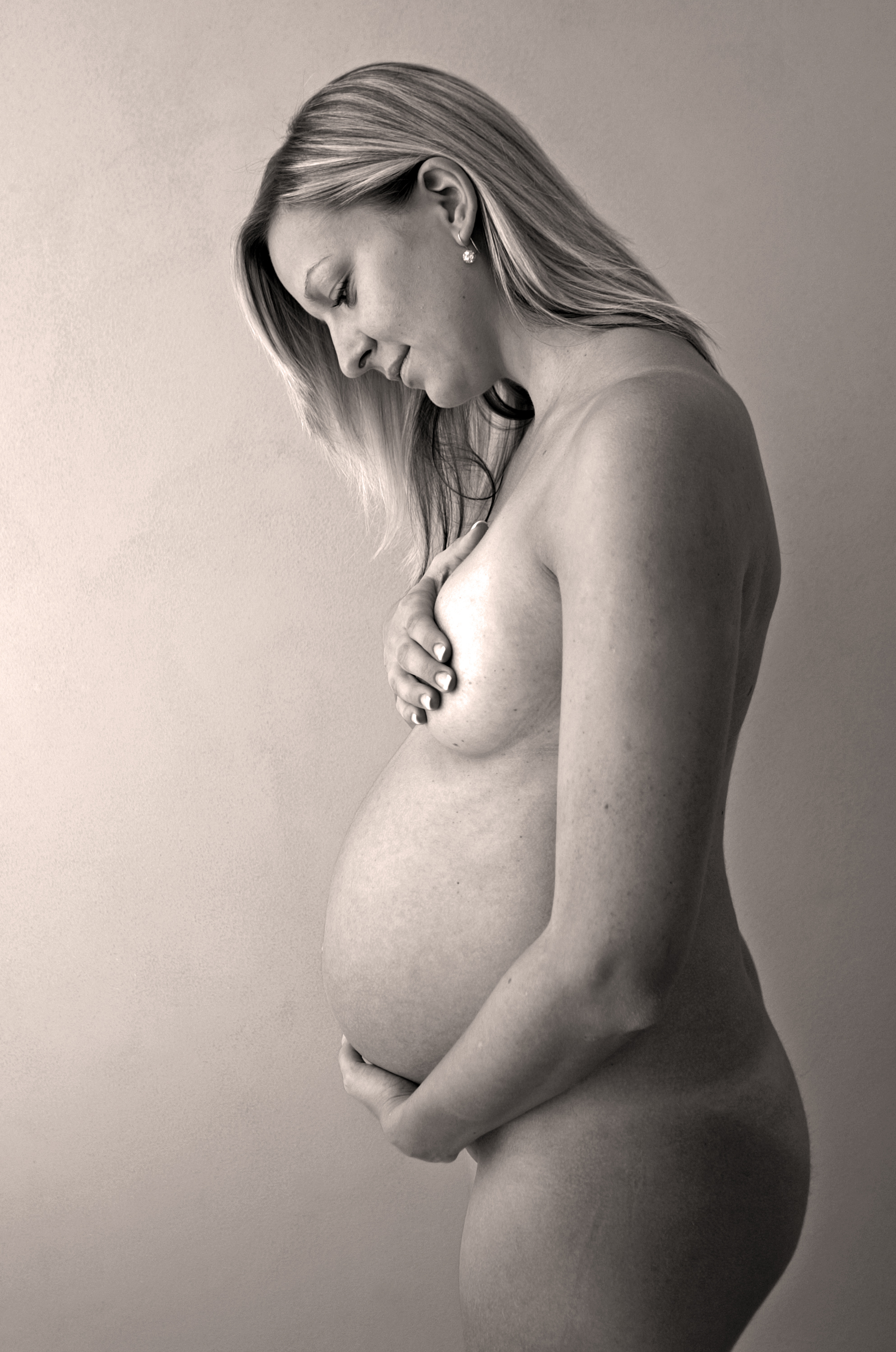
Una donna incinta

La maiesiophilia o feticismo della gravidanza è una parafilia consistente in un aspetto della sessualità umana, e più specificamente del feticismo, che consiste nell'eccitamento, nell'attrazione e nel desiderio sessuale rivolto verso le donne incinte.